# 李承乾
李 承乾（り しょうけん）は、中国の唐の太宗李世民の長男。字は高明。皇太子に立てられたが、廃位された。

## 経歴
李世民と長孫皇后の間に生まれた。承乾殿に生まれたため、承乾と名づけられた。武徳3年（620年）に恒山王に封ぜられ、武徳7年（624年）に中山王に徙封された。武徳9年（626年）、太宗が即位すると、皇太子に立てられた。
幼いころは聡明で、政務の裁決を任されても基本を外さず、太宗の行幸のおりには監国をつとめた。しかし成長すると、遊興を好んで素行は乱れ、太宗には知られないように朝廷では忠孝を唱えていたが退朝すると不逞の輩と遊んでいた。太宗は孔穎達・令狐徳棻・于志寧・張玄素・趙弘智・王仁表・崔知機らを選んで承乾を教導させたが、承乾は改悛しようとせず、逆に諫めた于志寧や張玄素の暗殺を計画したり、重症を負わせることが度々あった。承乾は病のため足が悪く、素行も悪かったので、廃位されるのを恐れて、弟の魏王李泰を敵視した。 
また称心という美男を寵愛していた。皇位継承者として相応しくないとして貞観16年（642年）、李世民は称心を殺した。称心の死を悼んだ承乾は宮中に室を作って称心の像を安置し、碑と墓を建てると朝夕はお祭りをし、墓では涙を流して悲しみ、遂には数ヶ月も参内しなくなった。その上、奴隷数十人に胡人風の髷をつけて音楽を習わせ剣舞を昼夜ひっきりなしにやらせると自らも穹盧での生活をし、突厥の可汗になりきって死んだ真似をし、突厥風の葬式をやらせた。更には「自分がもし天子となったら、やりたい放題をし、諫める人を500人くらい殺してやろう。そうすれば静かになろう。」と放言し、封師進・張師政・紇干承基らに命じて李泰の謀殺をはかり、失敗した。そこで漢王李元昌・侯君集・李安儼・趙節・杜荷らとともに兵をもって西宮に入ろうとしたが、紇干承基が斉王李祐の乱に連座して逮捕されると、計画は漏れた。貞観17年（643年）、承乾は廃位されて庶人に落とされ、黔州に流された。
貞観18年12月辛丑（645年1月4日）に亡くなった。没後は国公の礼で葬られ、諡を愍といった。 
子に李象・李厥がいた。李象は懐州別駕となり、李厥は鄂州別駕となった。

## 伝記資料
- 『旧唐書』巻76 列伝第26「恒山王承乾伝」
- 『新唐書』巻80 列伝第5「常山王承乾伝」